# Gutenbach (Schwarzer Kocher)
Der Gutenbach, auch Langertbach und Wolfertsbach genannt, ist ein linker Zufluss des Schwarzen Kochers in Oberkochen im Ostalbkreis in Baden-Württemberg.

## Name
Der Gutenbach trägt drei Abschnittsnamen. Im Wolfertstal heißt er zunächst Wolfertsbach, dann ab dem Zufluss vom Langertbrunnen am Nordrand von Oberkochen zusammen mit dessen kurzem Quellablauf Langertbach bis zur Katzenbachstraße im Ort und erst von dort an Gutenbach.

## Geographie

### Gutenbachquellen
Ursprung des Gutenbachs sind drei Karstquellen im sich in einem Rechtsbogen im Norden um den Volkmarsberg legenden Wolfertstal. Alle schütten aus dem Seichten Karst im Übergangsbereich der Oxfordkalke zu den Oxfordmergeln. Sämtliche Quellen des Gutenbachs liegen an der Oberkochener Route des Karstquellenwegs.

#### Hungerbrunnen
Die offizielle Quelle des Gutenbaches ist ein – auch so genannter – Hungerbrunnen fast am nördlichsten Punkt der gebogenen Talmittenlinie wenig östlich des Lothringer Kreuzes auf etwa 526 m ü. NHN. Er schüttet nur nach der Schneeschmelze und bei hohen Niederschlägen. Am Beginn des Bachbetts sammelt sich dann von mehreren Seiten Wasser und sprudelt aus mehreren Quellen mitten aus der Wiese. Der Hungerbrunnen wurde durch Erdauffüllungen und die hier verlaufenden Leitungen der Landeswasserversorgung stark verändert. 
Oberhalb der ersten Quelle ist das Wolfertstal ein Trockental. Allerdings fließen nach starken Niederschlägen und nach der Schneeschmelze aus dem Gebiet des oberhalb des Hungerbrunnens am Weg nach Essingen liegenden Eichertbrünneles erhebliche Mengen an Oberflächenwasser in zwei Bächen links und rechts des Weges zum Hungerbrunnen.

#### Neubrunnen
Der auf etwa 518 m ü. NHN liegende Neubrunnen ⊙ im Wolfertstal ist eine beständige Quelle, die etwa 4 l/s schüttet. Er liegt weniger als 200 Meter vor dem ersten Haus von Oberkochen an einer geologischen Verwerfung; durch den Versatz wasserführender Kalkschichten gegen stauende Mergel kommt es hier zum unterirdischen Wasserstau mit Quellaustritt. Der abfließende Bach des früher offenen Brunnens läuft heute seitlich in den Gutenbach.

#### Langertbrunnen
Der Langertbrunnen ⊙ ist die größte Quelle des Gutenbaches. Sie liegt auf etwa 529 m ü. NN. Das Wasser fließt nach kurzem Lauf vom linken Talhangfuß am Nordrand von Oberkochen in den Gutenbach. Der Langertbrunnen liegt an der Schichtgrenze von Weißjura Alpha zu den aufliegenden wasserdurchlässigen Beta-Kalken. Die Quelle versiegt bei niedrigem Grundwasserstand. Ihr Einzugsgebiet ist der Langert, eine größtenteils schon zu Aalen gehörende, bewaldete Hochfläche vom Einschnitt des Wolfertstals nordwärts bis zum Albtrauf. 
An dieser in den 1980er Jahren auf Privatinitiative gefassten Quelle befindet sich ein Wasserspielplatz mit Wassertretanlage. Der Langertbrunnen wird auch Schlachtquelle genannt. 

### Verlauf
Der Gutenbach fließt nach der Speisung aus dem Langertbrunnen erst in südliche Richtung. Er passiert den Luggenlohbrunnen, eine für die Trinkwasserversorgung gefassten Quelle auf 508 m ü. NHN am rechten Hangfuß. Der Luggenlohbrunnen liefert mit bis zu 450.000 m³ pro Jahr die Hälfte des Oberkochener Trinkwasserbedarfs. 
Danach wechselt er auf Südostlauf und läuft durch einen Park entlang der Walther-Bauerfeldstraße. Ab kurz vor der Aalener Straße ist sein restlicher Unterlauf unterirdisch verdolt. Nach insgesamt 3,1 km ab dem Hungerbrunnen mündet er dort, wo sich die beiden Kocherarme vor der Firma C.D. Wälzholz vereinigen, aus einem unterirdischen Kanal mit Rechteckprofil in den Schwarzen Kocher.

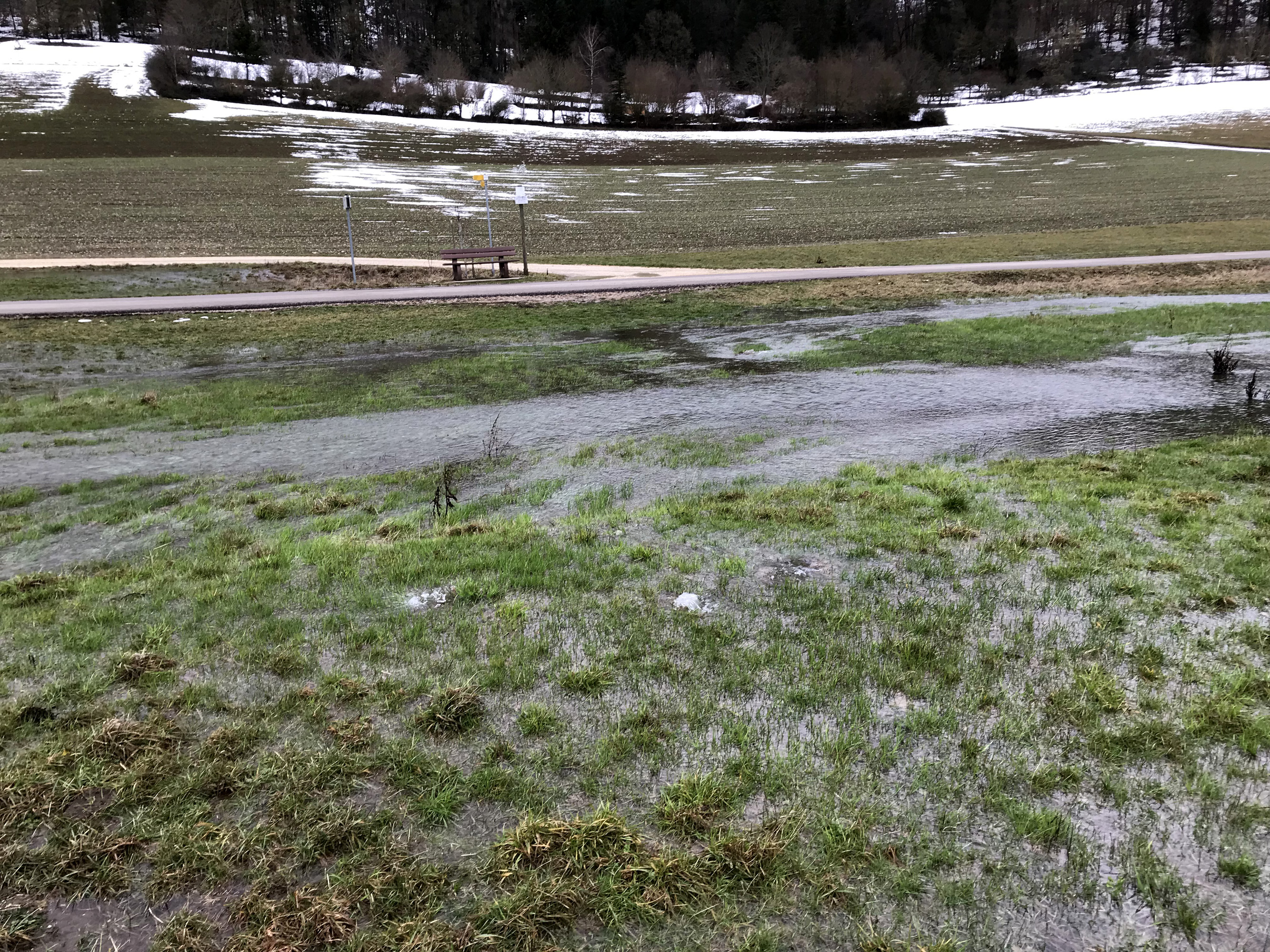
Im Hungerbrunnen sprudelt das Wasser an verschiedenen Stellen direkt aus der Wiese
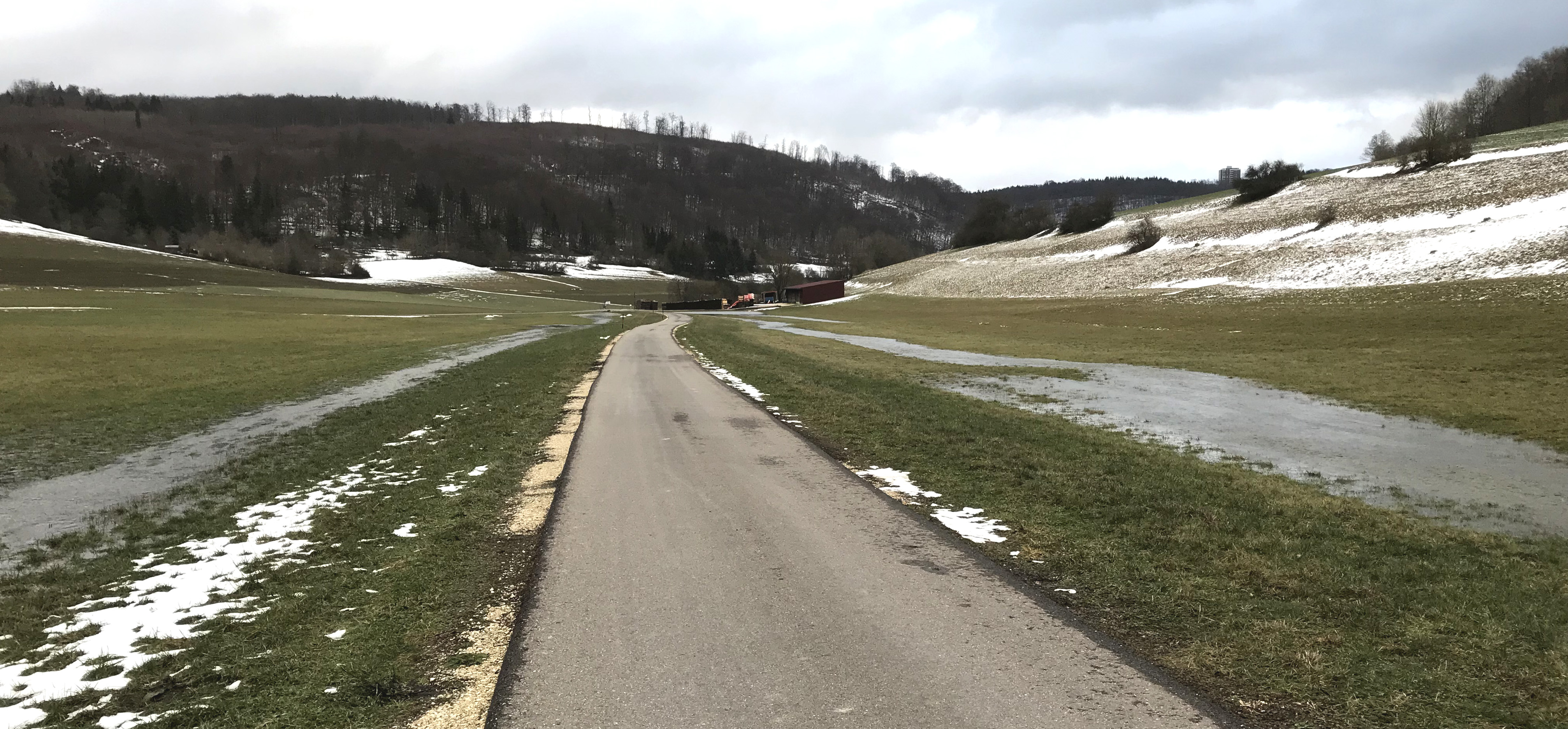
Zwei Bäche fließen nach der Schneeschmelze vom Eichertbrünnele zum Hungerbrunnen
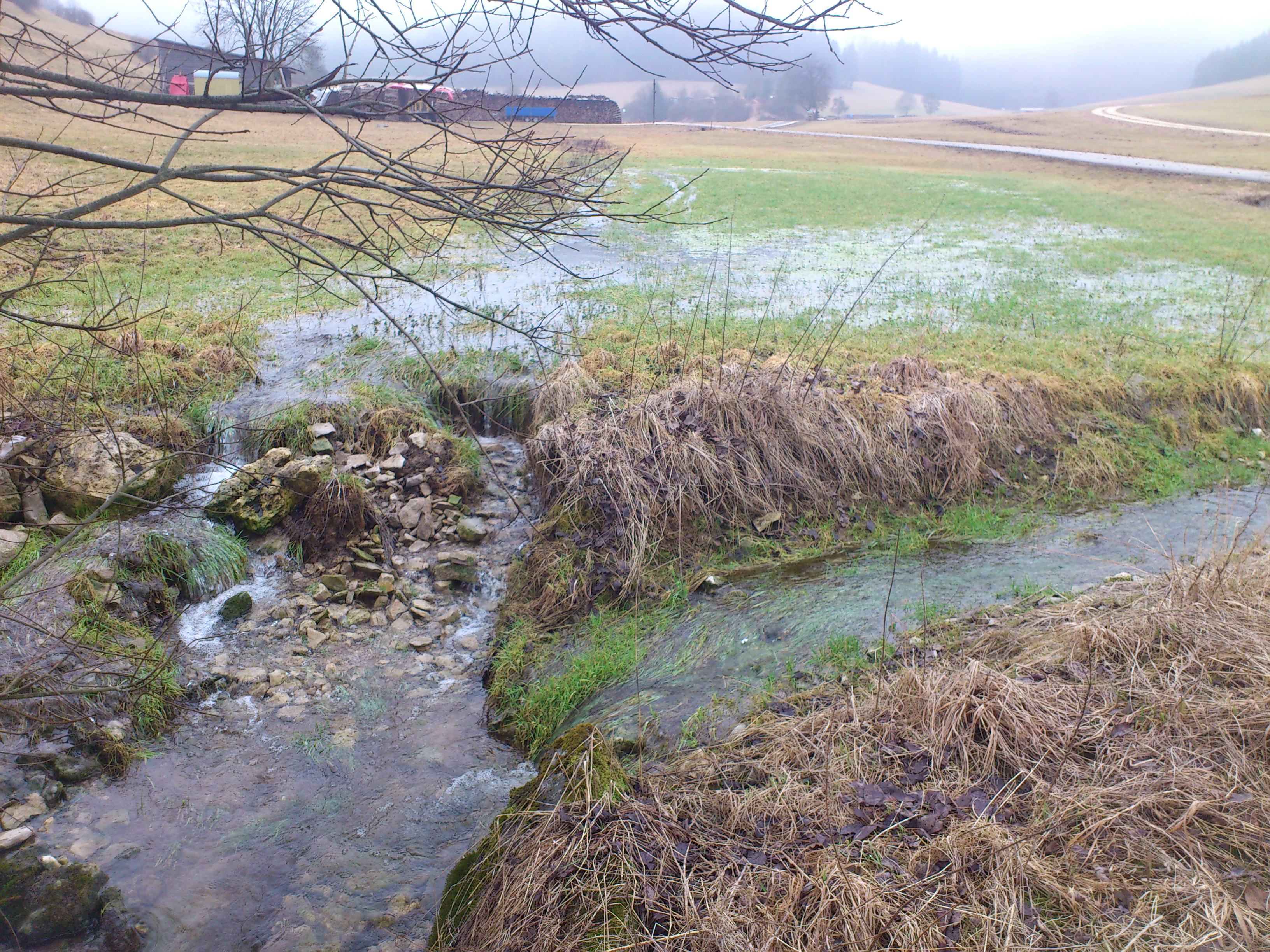
Gutenbach direkt unterhalb des Hungerbrunnens
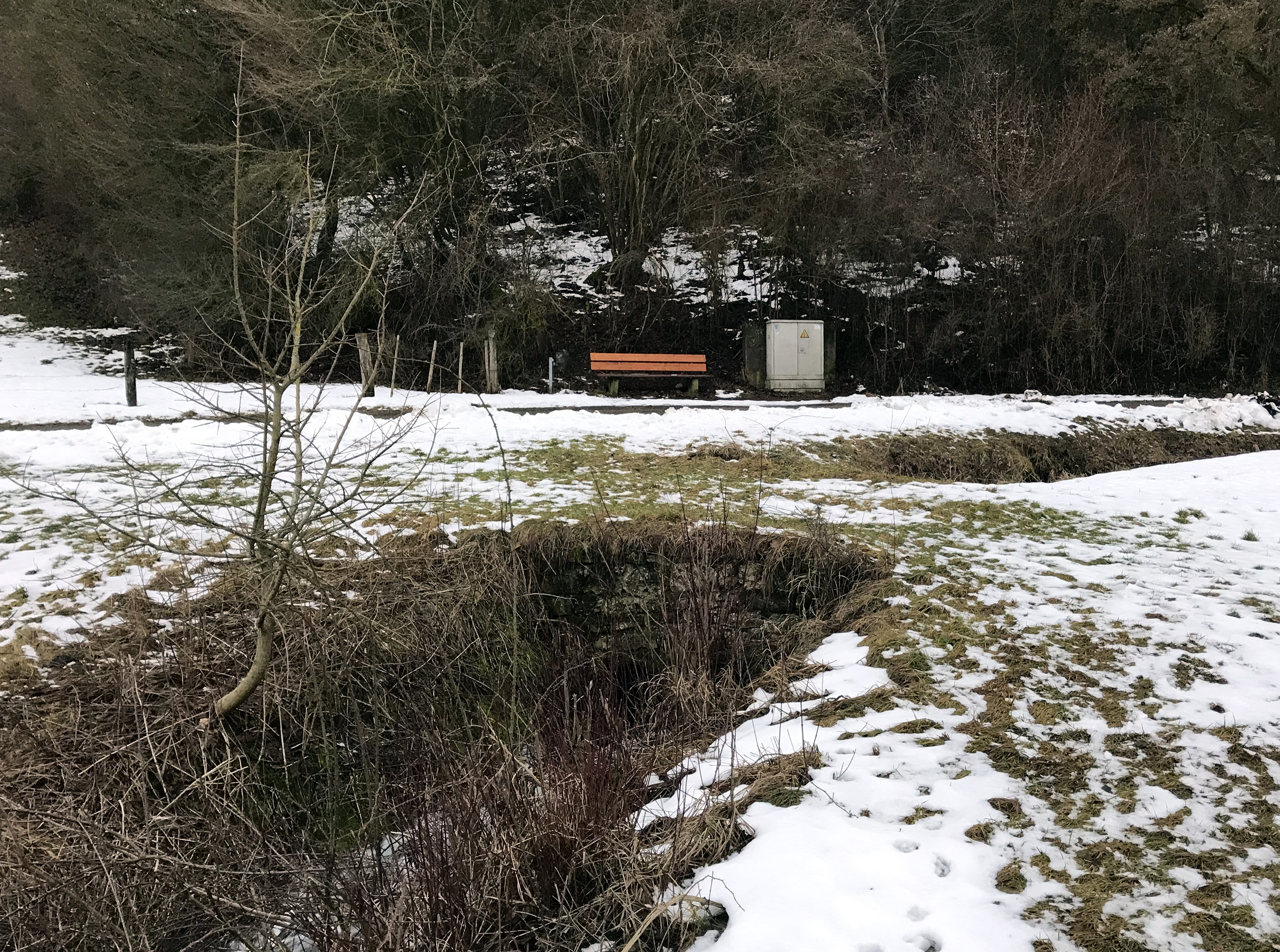
Am Neubrunnen
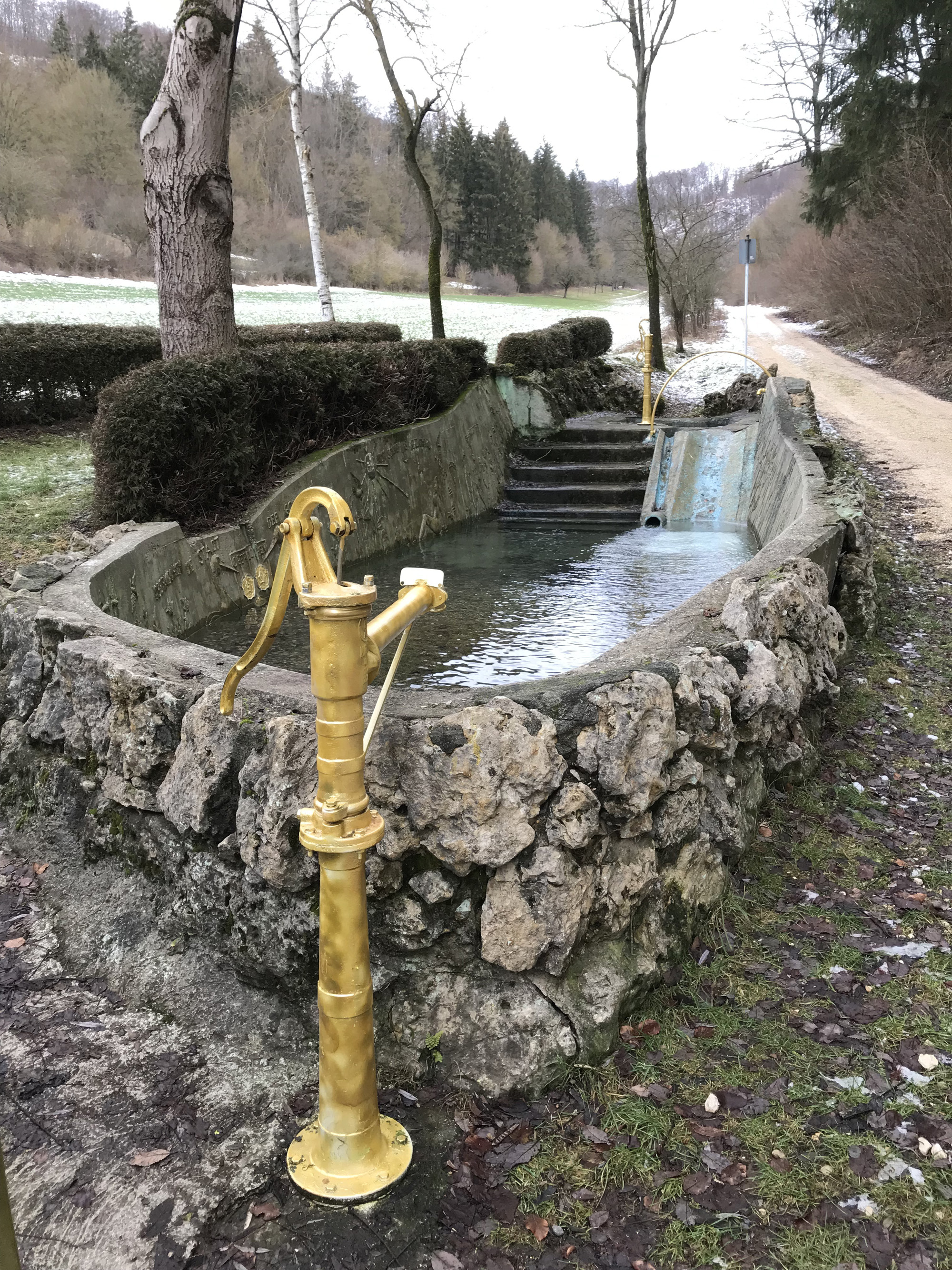
Langertbrunnen (Quelle)
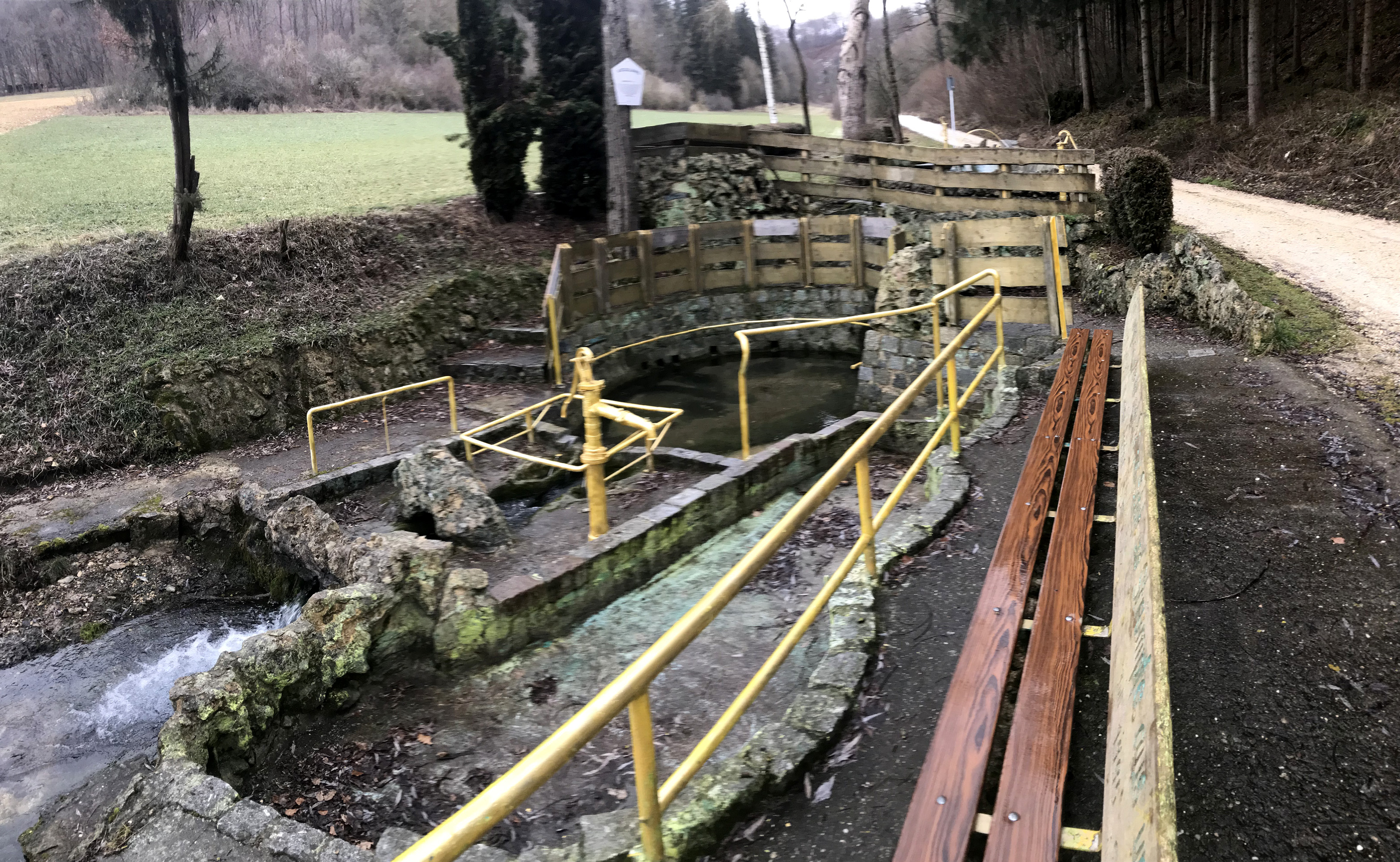
Langertbrunnen (Wassertretanlage)
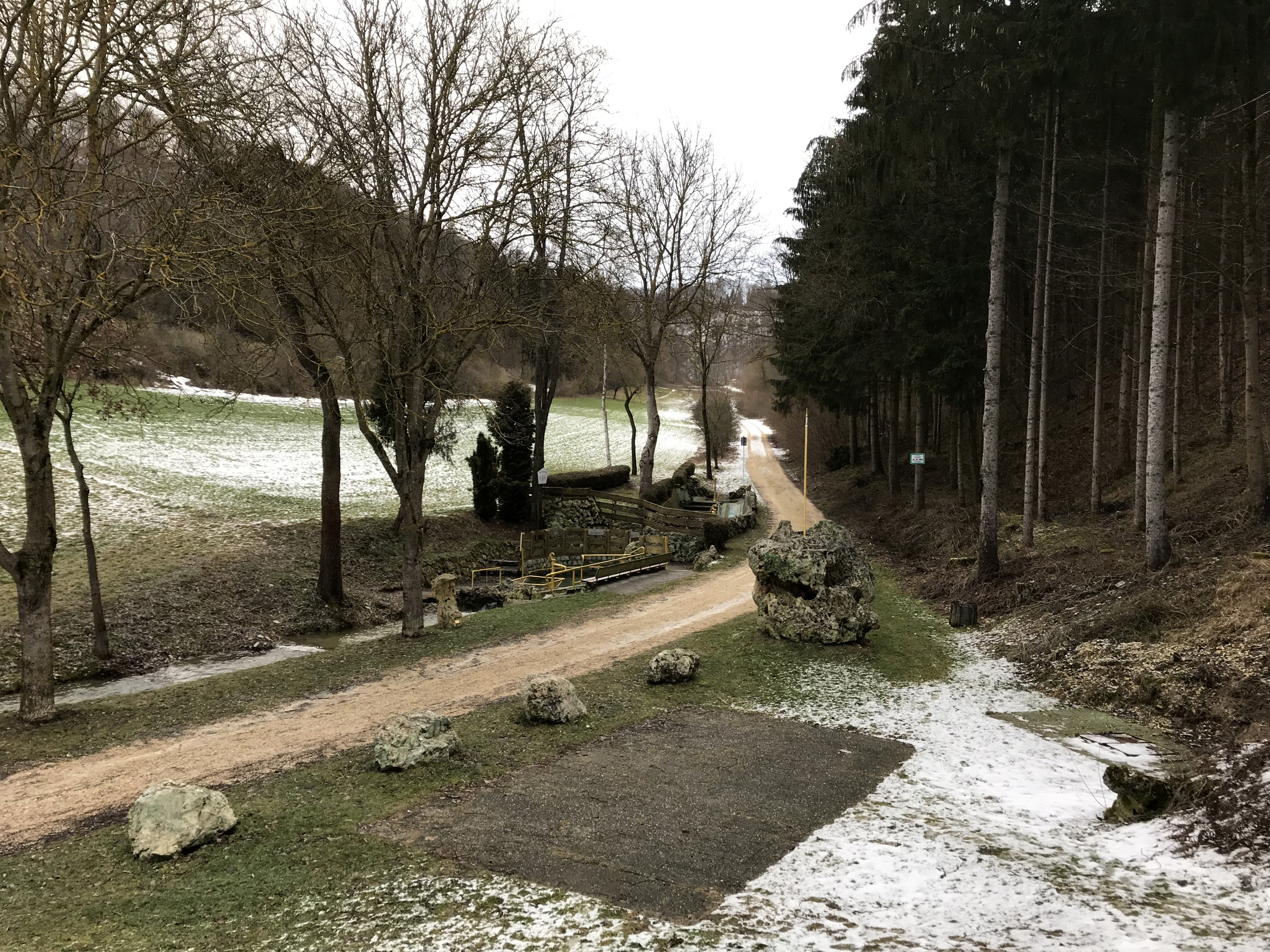
Langertbrunnen (Gesamtanlage)
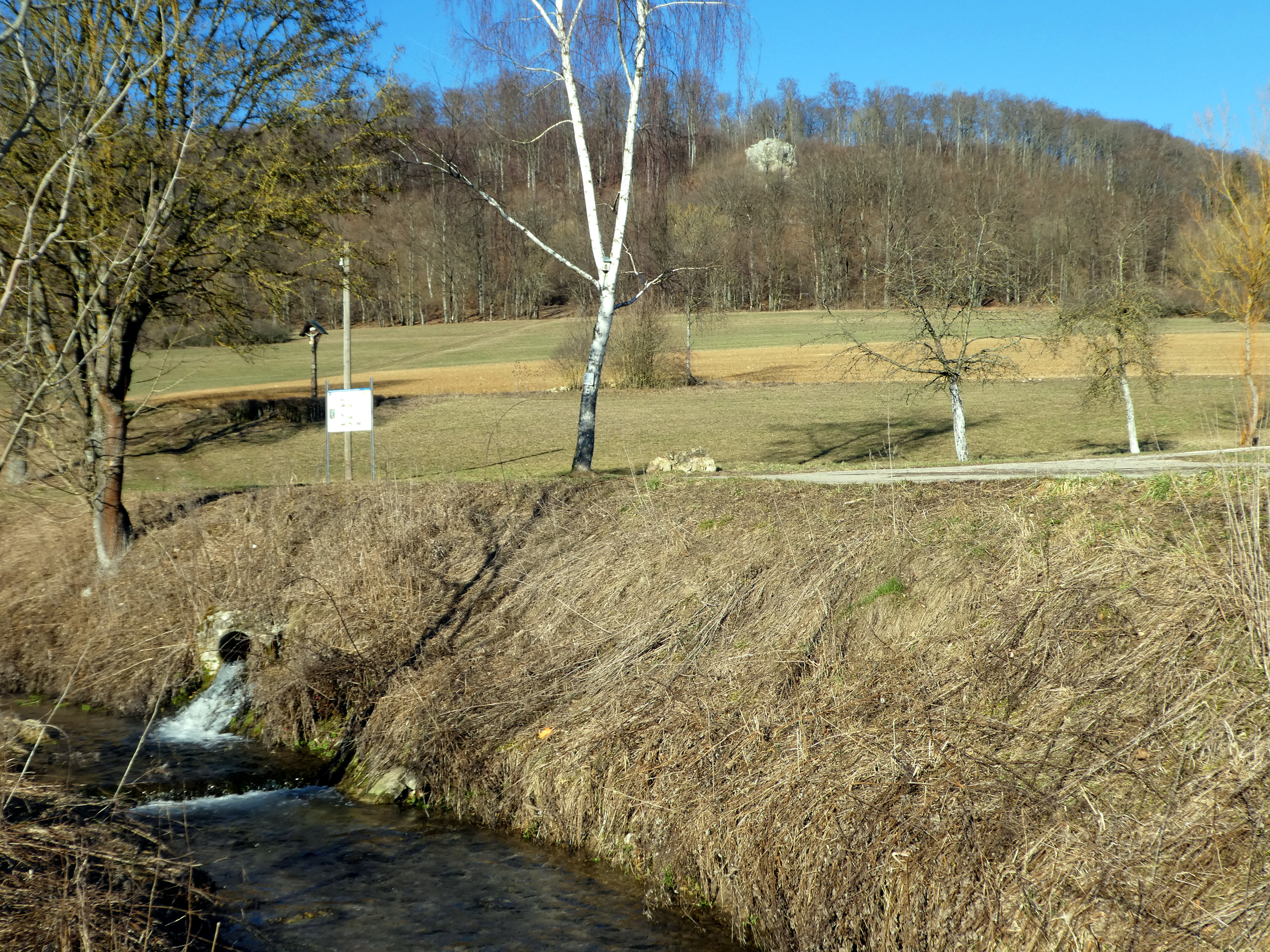
Mündung des Langertbaches in den von links kommenden Gutenbach
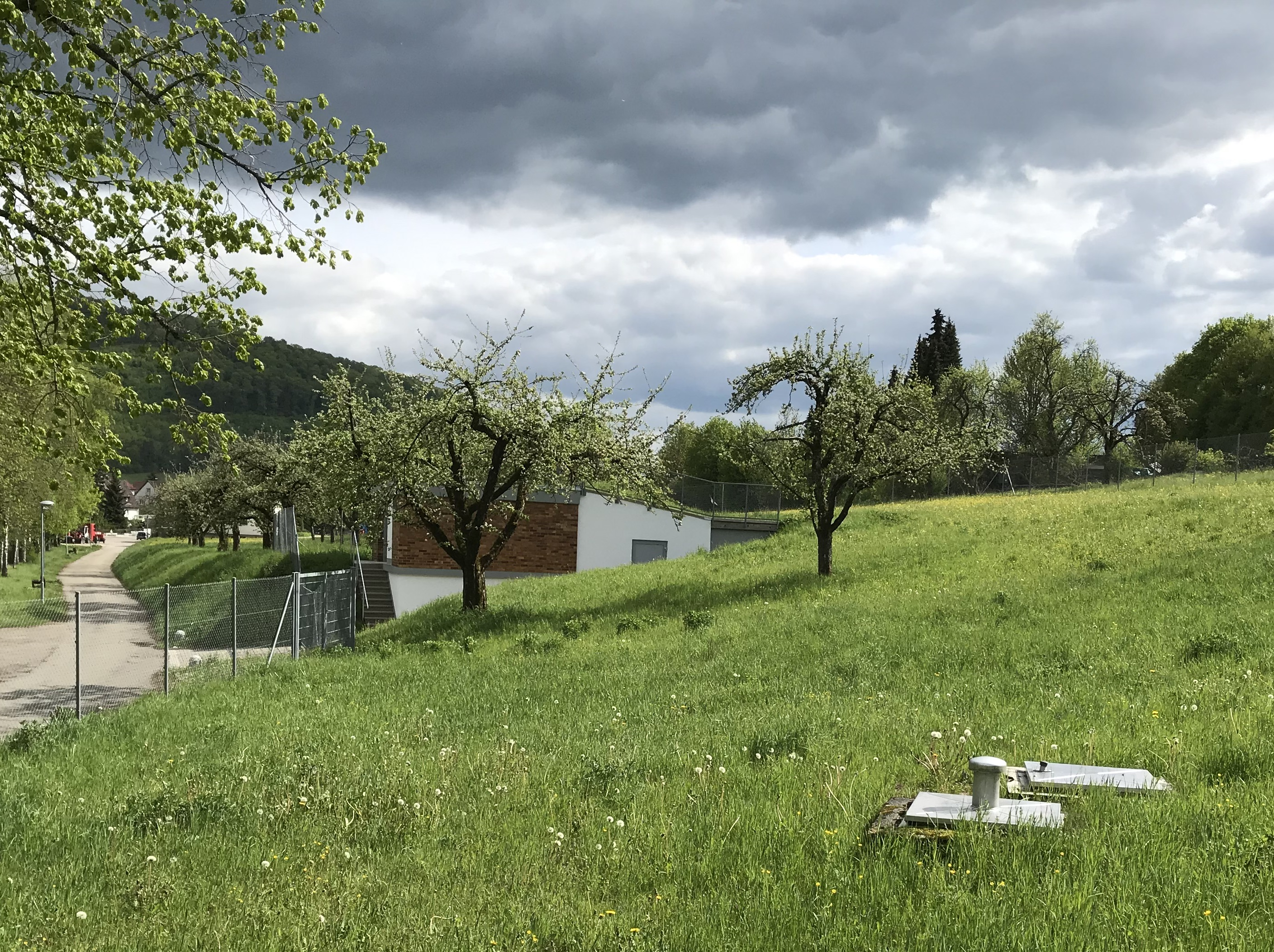
Luggenlohbrunnen
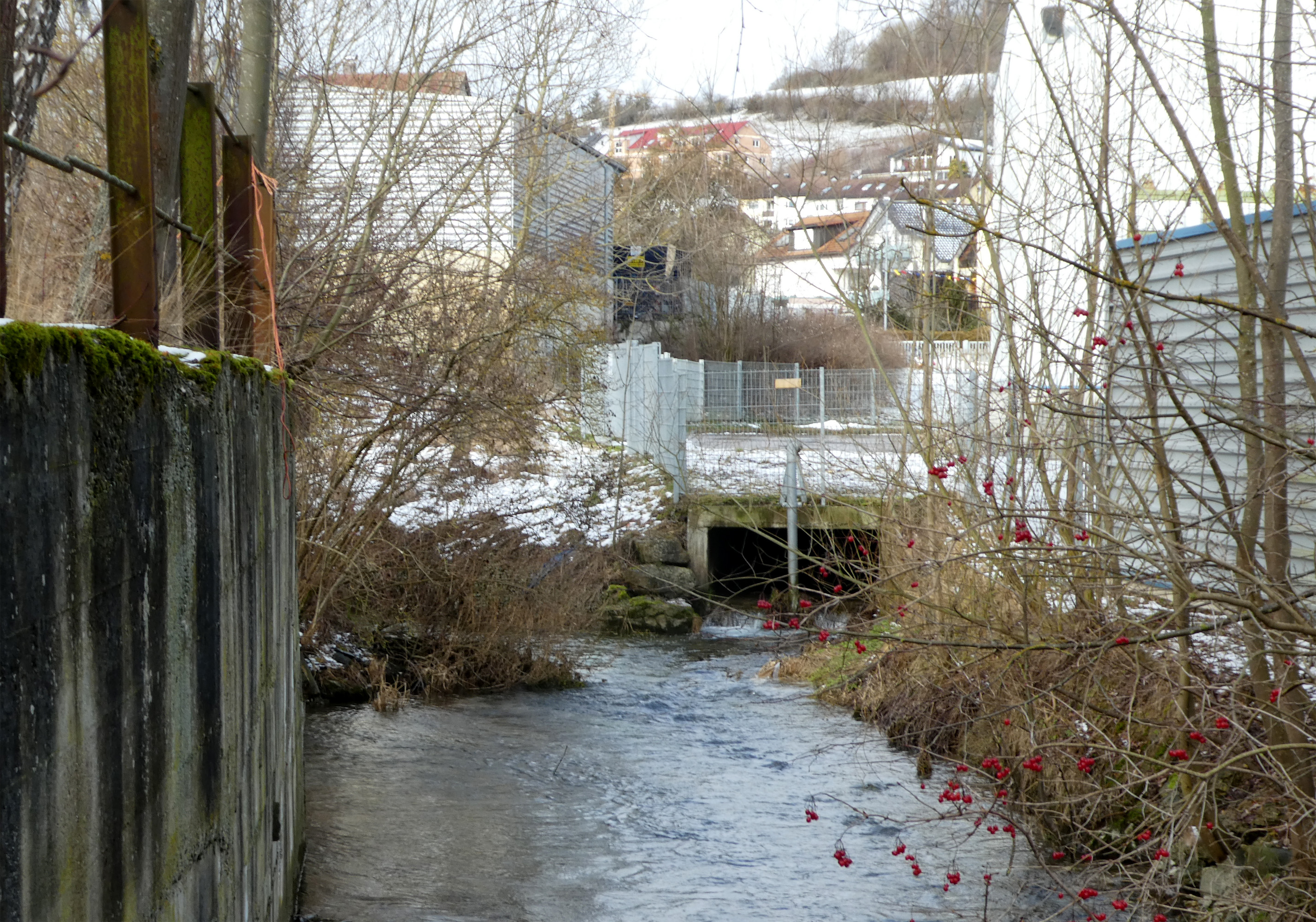
Mündung aus einem viereckigen Tunnel in den auf den Betrachter zu fließenden Schwarzen Kocher, dessen von links kommenden beiden Kanäle sich hier vereinigen

### LUBW
Amtliche Online-Gewässerkarte mit passendem Ausschnitt und den hier benutzten Layern: Lauf und Einzugsgebiet des Gutenbachs

Allgemeiner Einstieg ohne Voreinstellungen und Layer: Daten- und Kartendienst der Landesanstalt für Umwelt Baden-Württemberg (LUBW) (Hinweise)
1. ↑  Höhe nach schwarzer Beschriftung auf dem Hintergrundlayer Topographische Karte.
2. 1 2  Höhe nach dem Höhenlinienbild auf dem Hintergrundlayer Topographische Karte.
3. ↑  Länge nach dem Layer Gewässernetz (AWGN).
4. ↑  Länge abgemessen auf dem Hintergrundlayer Topographische Karte.
5. ↑  Einzugsgebiet nach dem Layer Basiseinzugsgebiet (AWGN).
6. ↑  Abschnittsnamen nach dem Layer Gewässername.

### Andere Belege
1. ↑  Hansjörg Dongus: Geographische Landesaufnahme: Die naturräumlichen Einheiten auf Blatt 171 Göppingen. Bundesanstalt für Landeskunde, Bad Godesberg 1961. → Online-Karte (PDF; 4,3 MB)
2. ↑  Abfluss-BW - Daten und Karten
3. ↑  Infotafel des Karstquellenweges